# Салливан, Нил
Нил Са́лливан (англ. Neil Sullivan; род. 24 февраля 1970, Саттон, Большой Лондон) — шотландский футболист, вратарь.

## Клубная карьера

#### «Уимблдон»
Салливан начал свою карьеру, выступая за местный клуб «Уимблдон» в 1988 году, за который провёл в общей сложности 224 встречи в период между 1988 и 2000 годами. За время игры в Уимблдоне часто признавался лучшим вратарём.
В сезоне 1996-97 Салливан в первом матче Премьер-лиги пропустил мяч с центра поля (60 ярдов) от «Манчестер Юнайтед», забитый Дэвидом Бекхэмом. В сезоне 1997—98 Салливан был признан одним из лучших вратарей лиги.

### «Тоттенхэм Хотспур» и «Челси»
В 2000 году Салливан перешёл в «Тоттенхэм Хотспур», за который провел 80 игр. В 2003 году переходит «Челси», в котором у него было 8 выходов на поле. Не показав высокого уровня игры,  перешел в «Лидс Юнайтед», где набрал неплохую форму.

### «Лидс Юнайтед»
В июне 2004 года Салливан быстро выиграл соперничество со Скоттом Карсоном. В своем первом сезоне был признан игроком года в клубе. Он сразу стал талисманом команды. Во втором сезоне за Лидс он дошёл до финала плей-офф , в котором команда проиграла «Уотфорду» 0:3. После полученной травмы в сезоне 2006—07 был вынужден длительное время лечиться, после чего в 2007 году был отправлен в клуб «Донкастер Роверс», где выступал на правах аренды до конца сезона. Далее, досрочно расторгнув контракт с «Лидс Юнайтед», Салливан перешёл в команду «Донкастер Роверс».

### «Донкастер Роверс»
15 мая 2007 года Салливан официально стал игроком в «Донкастер Роверс». С тех пор он стал талисманом команды, и его выступления в сезоне 2007—2008 годов очень помогли команде. Но 21 марта 2008 года вратарь допустил грубую ошибку, дав неправильный пас, и его команда проиграла клубу «Йовил Таун» со счётом 1:2. Тем не менее, на протяжении сезона он неоднократно выручал команду, совершив более 20 спасений.
Салливан помог «Донкастеру» выйти в плей-офф чемпионата и выбить «Лидс», благодаря чему команда сохранила место в третьем дивизионе английского футбола как минимум на год.
25 января 2009 года он был признан игроком матча в поединке против «Астон Виллы», закончившимся со счетом 0:0, что помогло «Донкастеру» остаться в Кубке Англии.

## Карьера в сборной
В 1998 году Салливан был включён в заявку сборной Шотландии на чемпионат мира во Франции, однако ни разу не вышел на поле, проведя все три матча сборной в запасе.